# Konstanty Ślusarczyk
Konstanty Ślusarczyk (ur. 20 stycznia 1944 w Cierlicku Górnym) – polski lekarz, anatom, specjalista w zakresie neurochirurgii, doktor habilitowany nauk medycznych, profesor nadzwyczajny Śląskiego Uniwersytetu Medycznego w Katowicach.
Honorowy przewodniczący Polskiego Towarzystwa Limfologicznego.

## Życiorys
Urodzony w Cierlicku Górnym, w rodzinie Jana i Agaty. Ukończył I Liceum Ogólnokształcącym im. W. Piecka w Katowicach. W 1961 roku rozpoczął studia medyczne w Śląskiej Akademii Medycznej. W czasie studiów był członkiem Koła Naukowego przy Zakładzie Anatomii Prawidłowej.
W 1967 roku uzyskał tytuł i dyplom lekarza, został także zatrudniony w Zakładzie Anatomii Prawidłowej ŚAM. W latach 1967–1969 odbywał staż w Szpitalu Miejskim w Bytomiu. Na podstawie pracy Naczynia chłonne nerwu kulszowego niektórych zwierząt laboratoryjnych w warunkach prawidłowych i doświadczalnych uchwałą Rady Wydziału Lekarskiego ŚAM z 1975, otrzymał stopień naukowy doktora nauk medycznych. W 1990 w tej samej uczelni uzyskał stopień doktora habilitowanego na podstawie pracy pt. Anatomia dróg odpływu chłonki i regionalnych węzłów chłonnych wątroby szczurów szczepu Wistar i Lewis (recenzent: Janina Sokołowska-Pituchowa). W roku 2000 uzyskał tytuł profesora nadzwyczajnego Śląskiego Uniwersytetu Medycznego w Katowicach.
W 1977 roku wyjechał na staż szkoleniowy w Katedrze Anatomii Człowieka Moskiewskiego Instytutu Medycznego im. I. Seczenowa, a następnie w Katedrze Anatomii Prawidłowej Leningradzkiego Instytutu Medycznego im. I. Pawłowa.
W 1980 i 1981 roku przebywał na stażu szkoleniowym w zakresie immunologii w Instytucie Immunologii PAN im. L. Hirszfelda we Wrocławiu. W latach 1980–1983 był członkiem Senatu ŚAM.
Głównym kierunkiem badań profesora Ślusarczyka była początkowo anatomia naczyń krwionośnych, zwłaszcza układu nerwowego, a później naczynia i węzły chłonne. Opracował własną technikę uwidaczniania naczyń i węzłów chłonnych u zwierząt laboratoryjnych, u których stwierdził także istnienie dróg odpływu płynu mózgowo-rdzeniowego do układu chłonnego. Jako pierwszy opublikował w polskim piśmiennictwie pracę o zastosowaniu przeciwciał monoklonalnych w badaniach układu chłonnego oraz ogłosił hipotezę o niejednakowej wartościowości różnych węzłów chłonnych.
W 1993 został powołany na kierownika Katedry i Zakładu Anatomii Prawidłowej Wydziału Lekarskiego w Katowicach. Funkcję pełnił do 1999 roku. W latach 1999–2014 pełnił funkcję kierownika Katedry i Zakładu Anatomii Opisowej i Topograficznej Wydziału Lekarskiego w Zabrzu, w 2014 roku przeszedł na emeryturę, pozostając wykładowcą w niepełnym wymiarze godzin.
Od 1989 r. jest członkiem Międzynarodowego Towarzystwa Limfologicznego (International Society of Lymphology), a od 1968 roku należy do Oddziału Śląskiego Polskiego Towarzystwa Anatomicznego w Katowicach, w którym pełnił funkcje sekretarza (1981-1985, 1988-1993), wiceprzewodniczacego (1986-1988) i przewodniczącego (1994-1999).
Promotor 4 doktoratów i 1 pracy licencjackiej, recenzent 1 habilitacji i 2 prac licencjackich.
W 2007 roku wystąpił w filmie dokumentalnym Istnienie w reżyserii Marcina Koszałki.
Żonaty z Różą Karcz, lekarzem neurologiem. Ma jedna córkę.